# Montbrelloz

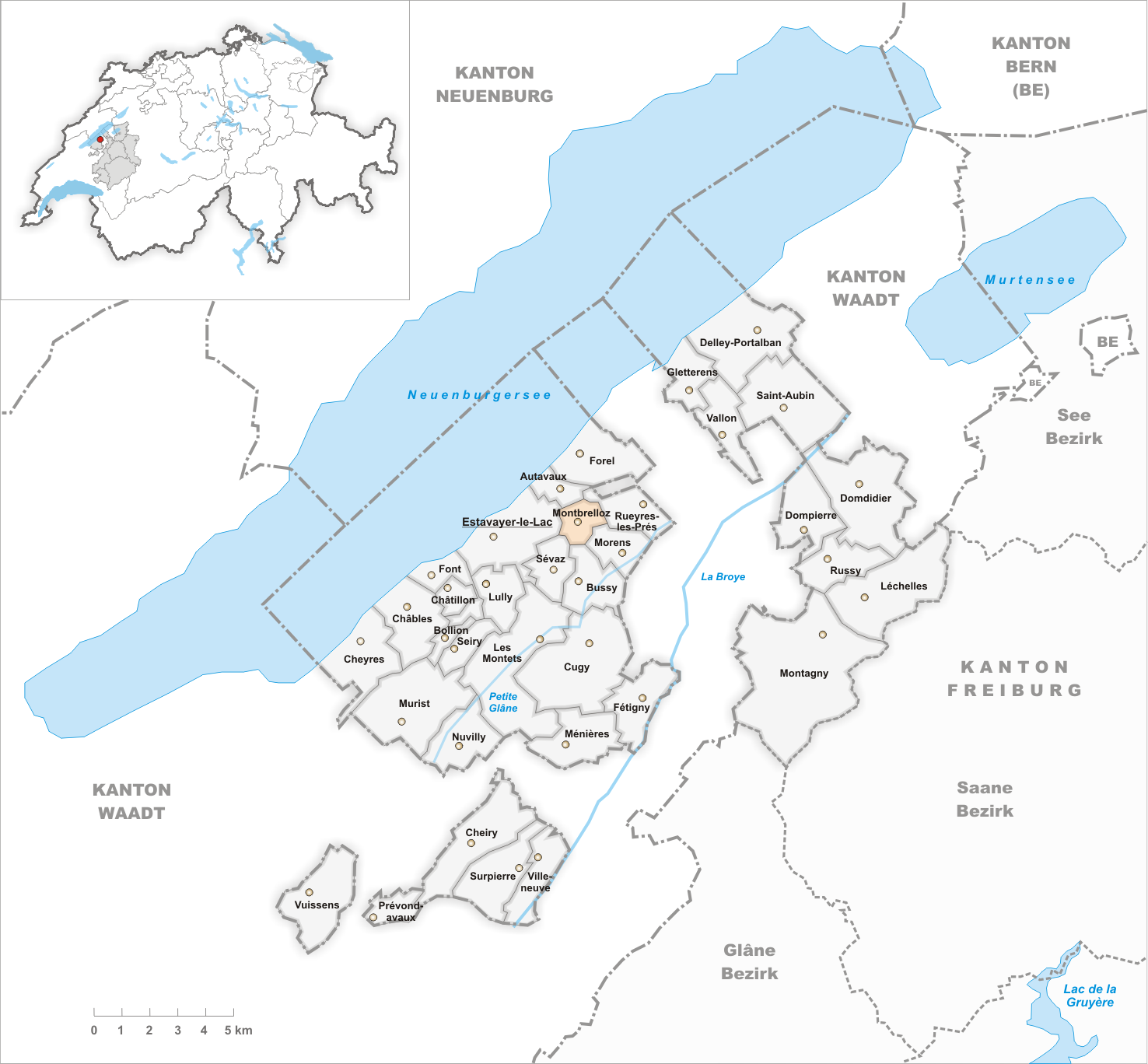
Gemeindestand vor der Fusion am 1. Januar 2006

Montbrelloz ist eine Ortschaft und früher selbständige politische Gemeinde im Distrikt Broye des Kantons Freiburg in der Schweiz. Mit Wirkung auf den 1. Januar 2006 wurde Montbrelloz mit Autavaux und Forel (FR) zur neuen Gemeinde Vernay zusammengeschlossen. Seit 2017 gehört das Dorf zur Gemeinde Estavayer.

## Geographie
Montbrelloz liegt auf 501 m ü. M., drei Kilometer östlich des Bezirkshauptortes Estavayer-le-Lac (Luftlinie). Das Haufendorf erstreckt sich auf dem Plateau des breiten Höhenrückens zwischen dem Neuenburgersee und der Broyeebene, im nordwestlichen Freiburger Mittelland.
Die Fläche des 1,9 km² grossen ehemaligen Gemeindegebiets umfasste einen Abschnitt des Höhenrückens, der den Neuenburgersee von der Broyeebene trennt. Das Gebiet befand sich ausschliesslich auf diesem Plateau und wies einen Höhenunterschied von nur gerade 20 m zwischen dem tiefsten und dem höchsten Punkt auf. Letzterer wurde mit 505 m ü. M. auf dem Feld zwischen Montbrelloz und Rueyres-les-Prés erreicht. Von der ehemaligen Gemeindefläche entfielen 1997 9 % auf Siedlungen und 91 % auf Landwirtschaft.
Zu Montbrelloz gehören einige Einzelhöfe. Nachbargemeinden von Montbrelloz waren Estavayer-le-Lac, Autavaux, Rueyres-les-Prés, Morens, Bussy und Sévaz.

## Bevölkerung
Mit 322 Einwohnern (Ende 2005) gehörte Montbrelloz zu den kleinen Gemeinden des Kantons Freiburg. Von den Bewohnern sind 96,6 % französischsprachig, 1,9 % deutschsprachig, und 1,1 % sprechen Portugiesisch (Stand 2000). Die Bevölkerungszahl von Montbrelloz belief sich 1910 auf 191 Einwohner. Im Verlauf des 20. Jahrhunderts pendelte die Bevölkerungszahl im Bereich zwischen 160 und 190 Personen. Erst seit 1980 (177 Einwohner) wurde wieder ein deutliches Bevölkerungswachstum verzeichnet.
Einwohnerzahlen: Volkszählungsdaten

## Wirtschaft
Montbrelloz war bis in die zweite Hälfte des 20. Jahrhunderts ein vorwiegend durch die Landwirtschaft geprägtes Dorf. Noch heute haben der Ackerbau, der Obstbau und die Viehzucht einen wichtigen Stellenwert in der Erwerbsstruktur der Bevölkerung. Einige weitere Arbeitsplätze sind im lokalen Kleingewerbe und im Dienstleistungssektor vorhanden. In den letzten Jahrzehnten hat sich das Dorf dank seiner attraktiven Lage auch zu einer Wohngemeinde entwickelt. Die meisten Erwerbstätigen sind deshalb Wegpendler, die hauptsächlich in den Regionen Estavayer-le-Lac und Payerne arbeiten.

## Verkehr
Das Dorf ist verkehrsmässig recht gut erschlossen. Es liegt an einer Verbindungsstrasse von Payerne nach Forel (FR). Der nächste Anschluss an die Autobahn A1 (Lausanne–Bern), die im Jahr 2001 eröffnet wurde, befindet sich rund 5 km vom Ortskern entfernt. Durch eine Buslinie der Transports publics Fribourgeois, die von Estavayer-le-Lac nach Gletterens verkehrt, ist Montbrelloz an das Netz des öffentlichen Verkehrs angebunden.

## Geschichte
Das Gebiet von Montbrelloz war bereits zur Römerzeit besiedelt, was durch Überreste von Fundamenten einer römischen Villa belegt werden konnte. Die erste urkundliche Erwähnung des Ortes erfolgte 1228 unter dem Namen Mons Brenlos. Später erschienen die Bezeichnungen Mons Bralou (1256), Montbrelo (1325) und Montbrenlo (1343).
Montbrelloz entstand um ein im 13. Jahrhundert gegründetes Kloster des Malteserordens. Das Dorf unterstand den Herren von Estavayer. Nachdem Bern 1536 das Waadtland erobert hatte, kam Montbrelloz unter die Herrschaft von Freiburg und wurde der Vogtei Estavayer zugeteilt. Das Kloster wurde zu dieser Zeit aufgehoben. Im Jahr 1559 breitete sich im Dorf die Lepra aus (von Kreuzfahrern aus dem Orient eingeschleppt), weshalb ein Krankenhaus für Aussätzige errichtet wurde.
Nach dem Zusammenbruch des Ancien Régime (1798) gehörte Montbrelloz während der Helvetik und der darauffolgenden Zeit zum Bezirk Estavayer, bevor es 1848 in den Bezirk Broye eingegliedert wurde. Im Rahmen der seit 2000 vom Kanton Freiburg geförderten Gemeindezusammenlegungen fusionierte Montbrelloz mit Wirkung auf den 1. Januar 2006 mit den früher ebenfalls selbständigen Gemeinden Autavaux und Forel (FR) zur neuen Gemeinde Vernay.

## Sehenswürdigkeiten
Vom einstigen Kloster ist nur noch der Chor (15. Jahrhundert) in der heute restaurierten Vieille Eglise (alte Kirche) erhalten. Neben der alten Kirche steht ein im 18. Jahrhundert erbauter Kornspeicher mit Mansarddach, heute zu einer Garage umfunktioniert. Im alten Ortskern sind noch einige stattliche Bauernhäuser aus dem 17. bis 19. Jahrhundert erhalten.